# Willi Bartholomae

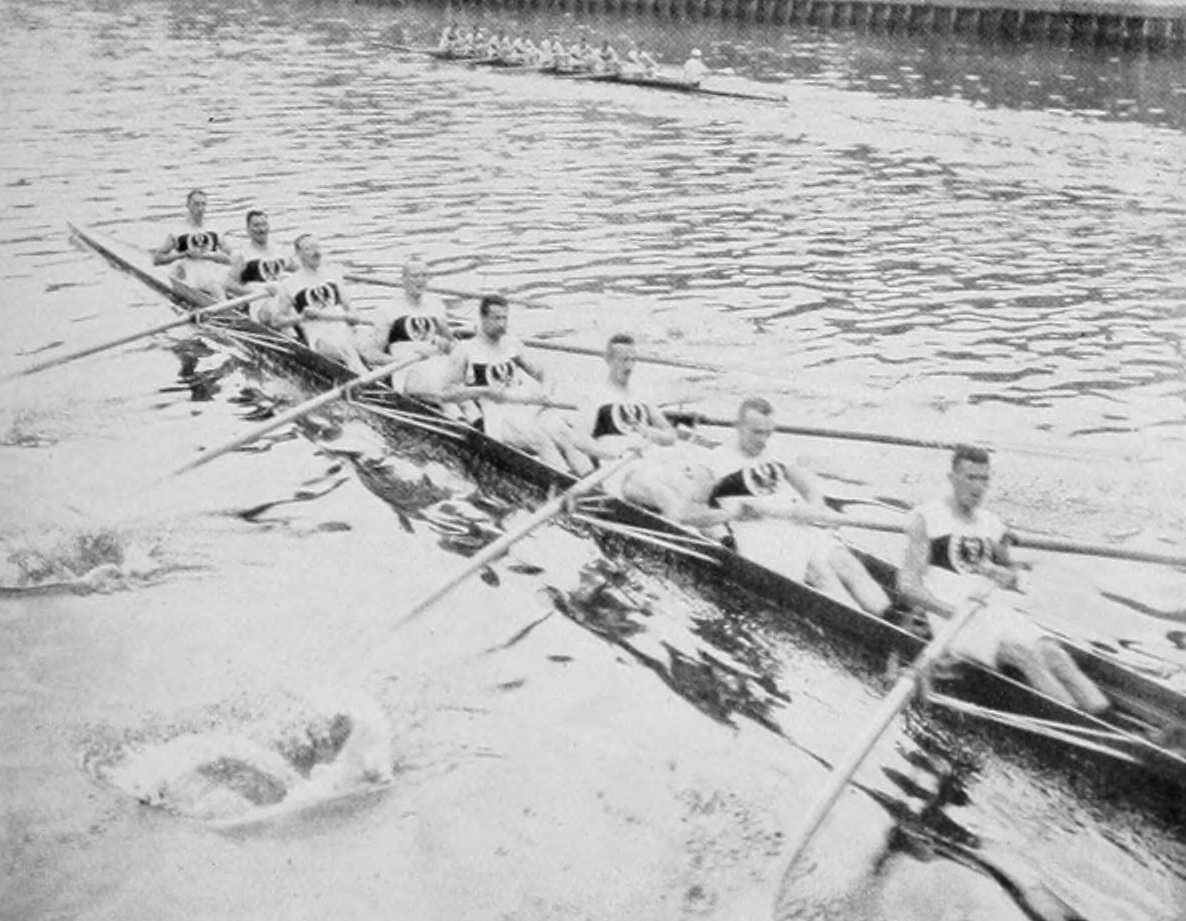
Imatge de l'equip alemany que guanyà la medalla de bronze als Jocs Olímpics de 1912.

Willi Bartholomae (Krefeld, Rin del Nord-Westfàlia, 31 de gener de 1885 – ?) va ser un remer alemany que va competir a començaments del segle xx. Era germà del també remer Fritz Bartholomae.
El 1912 va prendre part en els Jocs Olímpics d'Estocolm, on guanyà la medalla de bronze en la competició del vuit amb timoner del programa de rem. El mateix 1912 guanyà el campionat nacional de vuit amb timoner.